# Evridiki
Evfridiki Theokleous (IPA: [evriˌðici θeoˈkleus]) (in greco: Ευρυδίκη Θεοκλέους; Limisso, 25 febbraio 1968) è una cantante cipriota.
Cresciuta a Nicosia, pubblica il suo album di debutto nel 1991.
Ha rappresentato Cipro tre volte all'Eurovision Song Contest: nel 1992 con Tairiazoume, nel 1994 con Eimai Anthropos kai Ego, scritta come la precedente da suo marito Giorgos Theophanous e classificatasi anch'essa all'undicesimo posto nella manifestazione, e nel 2007 con Comme ci comme ça, fermatasi in semifinale.

## Discografia
- 1991 - Già proti fora
- 1992 - Poso ligo me ksereis
- 1993 - Misise me
- 1994 - Fthinoporo gynaikas
- 1995 - I epomeni mera (doppio CD con un live recording)
- 1997 - Pes to mou afto
- 1998 - Dese mou ta matia
- 1999 - To koumbi
- 2000 - Ola dika sou
- 2002 - Live ki allios
- 2003 - Oso fevgo gyrizo
- 2004 - Best of
- 2005 - Sto idio vagoni
- 2007 - 13